# محوطه صدر جهرمی
محوطه صدر جهرمی مربوط به دوره قاجار است و در شیراز، محله گودعربان، مجاوربازارحاجی واقع شده و این اثر در تاریخ ۸ اسفند ۱۳۷۷ با شمارهٔ ثبت ۲۲۷۷ به‌عنوان یکی از آثار ملی ایران به ثبت رسیده است.

## شکل بنا
خانه صدر جهرمی طبق الگوی معماری خانه‌های قدیمی دوره قاجار، دارای یک حیاط مرکزی است. در سه طرف حیاط ساختمان مسکونی و در ضلع شرقی مطبخ خانه قرار دارد و از این قسمت یک ورودی به حیاط کوچک پشتی وجود دارد که فاقد تزئینات معماری است.
در گوشه‌ی جنوبی بنا که ورودی سازه در آن جای دارد شاه‌نشین ستون‌دار سنگی و تالار آیینه جای گرفته است. فضای داخلی شاه‌نشین نیز دارای نقش‌های گچ‌بری برجسته با الگوبرداری از نقش برجسته‌های تخت جمشید آذین شده است.
زیرزمین این ضلع نیز دارای سه قسمت مجزا بوده که قسمت اصلی زیر تالار آیینه و شاه نشین و دو قسمت دیگر زیراتاقهای جانبی تالار قرار گرفته، تابلو کاشی کاری پیشانی ضلع شمالی به تقلید از نقوش ساسانی، شاپور را در حال گرفتن حلقه قدرت نشان می دهد.